# Tram met directe geleding

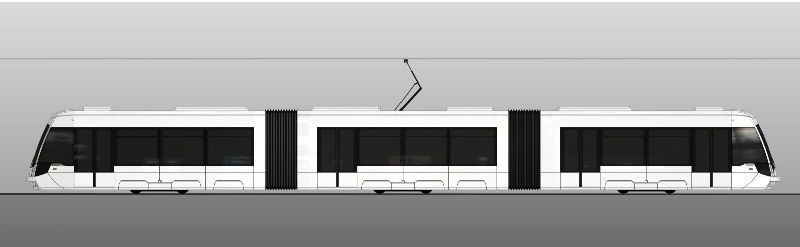
Een tram met wielen in het midden van elke wagenbak.

Een tram met directe geleding is een type geleed tramvoertuig. Hierbij hebben de wagenbakken de wielen in het midden. Die wagenbakken zijn onderling direct met elkaar verbonden via een harmonica of een kokerscharnier en eventueel aangestuurd met stangen en/of hydrauliek. De eerste succesvolle serie was gebouwd en in dienst gesteld in Bremen, daardoor staat in Duitsland het concept bekend als type Bremen. Daarbij gaat het nog om versies met een hoge vloer.

## Geschiedenis
Waarschijnlijk de eerste maal dat wagenbakken direct aan elkaar gekoppeld waren, was bij tram 501/502 van de RETM. Deze tram met vier vaste assen heeft slechts gereden van 1924 tot 1928. Doordat de rijeigenschappen ondermaats waren, was er weinig navolging: een enkele proeftram werd op de rails gezet zoals de Ce160/162 in het Zwitserse Bern. Een variant hierop waren vierassers die in München twee aan twee werden gekoppeld, zodat 1936/37 twee achtassers ontstonden.

## Constructie

### Type Bremen
Van dit concept (in Duitsland ook Kurzgelenktriebwagen genoemd) ging in 1959 een prototype in Bremen de straat op. Na een serie van gelede trams met slechts drie assen (GT3), werden deze series intern GT4 genoemd, chronologisch aangevuld met een letter uit het alfabet: GT4a t/m GT4f. De series a, b en c werden in de jaren 60 gebouwd en de series d, e en f waren een doorontwikkeling en werden in de jaren 70 gebouwd. Deze vierassige trams hebben betere rijeigenschappen dan de vooroorlogse gelede vierassers omdat ze nu uitgerust zijn met draaistellen in plaats van een vaste truck.

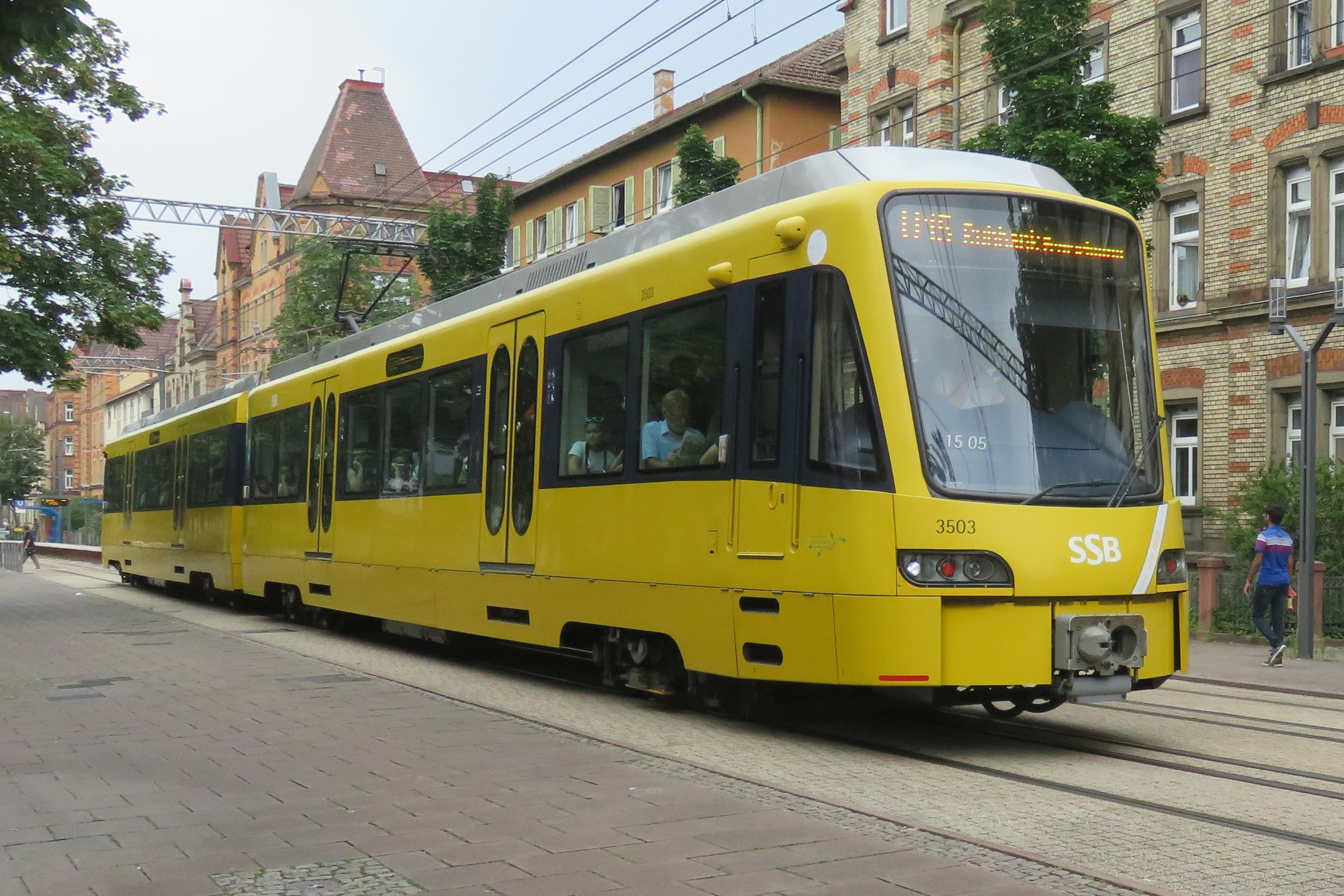
DT8 te Stuttgart.

#### Navolging
In 1965 werd een prototype voor de tram van München gebouwd. In de jaren erna werd een serie afgeleverd (P2/3 en bijwagens p2/3) waarvan een enkeling (stand 2019) nog in actieve reizigersdienst is. Ook het Tsjechische tramtype Tatra KT4 is volgens dit principe samengesteld en met 1767 stuks was het succesvol. Enkele exemplaren rijden nog in dienst, waaronder in Berlijn. Ook de beide wagenbakken van elke DT8 tram voor de stadtbahn van Stuttgart zijn direct met elkaar verbonden.

### Lagevloertrams
Bremen had ook de primeur van de lagevloer-versie in 1990. Wederom volgde München en veel andere (vooral Duitse) steden. Anno 2024 wordt dit concept nog steeds toegepast, hoewel niet meer bij de originele fabrikant maar onder andere bij Siemens Mobility (deze Avenio trams rijden ook in Den Haag), Solaris en CRRC.

## Galerij

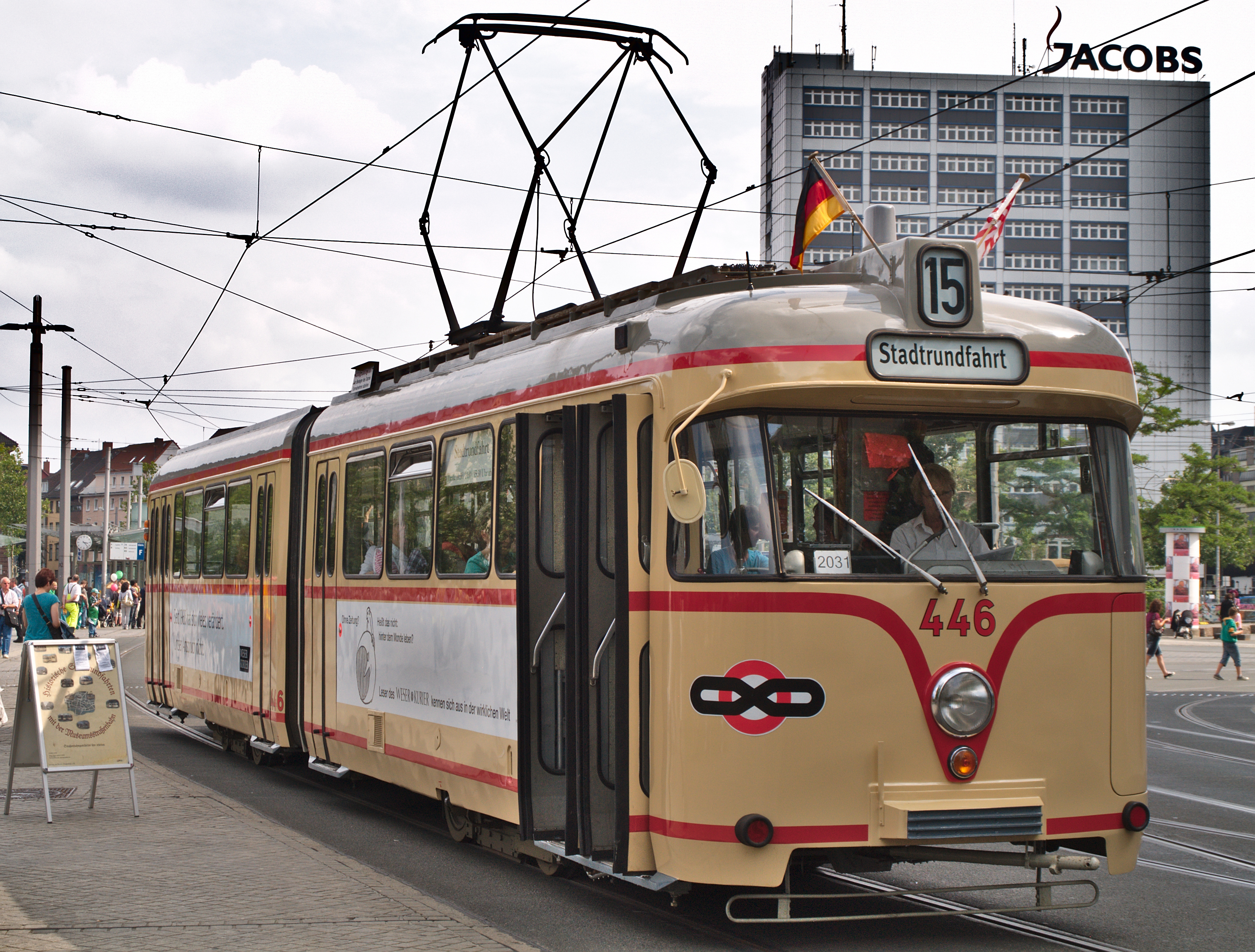
Klassieke tram in Bremen met twee maal twee assen
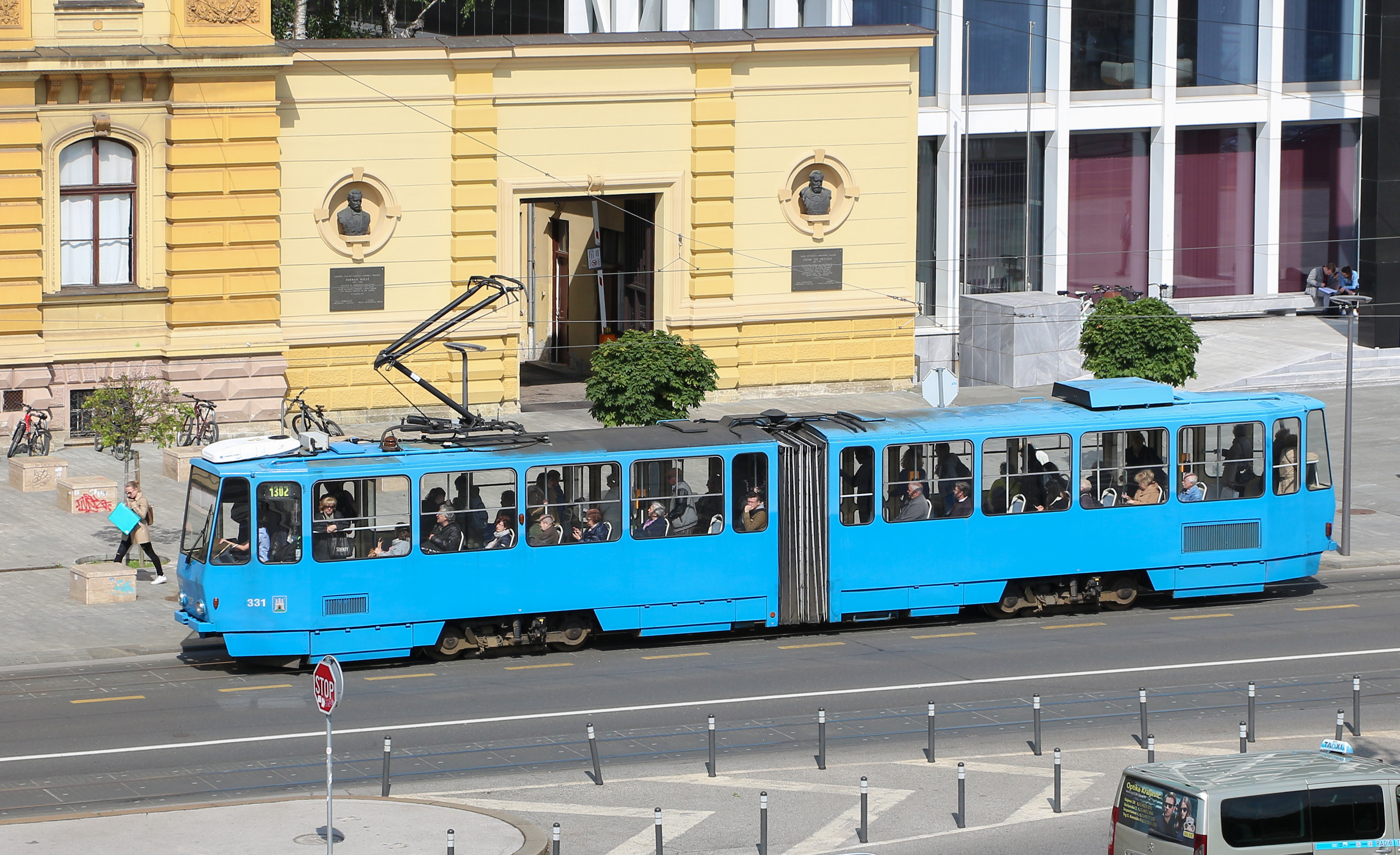
Klassieke tram in Zagreb met twee maal twee assen
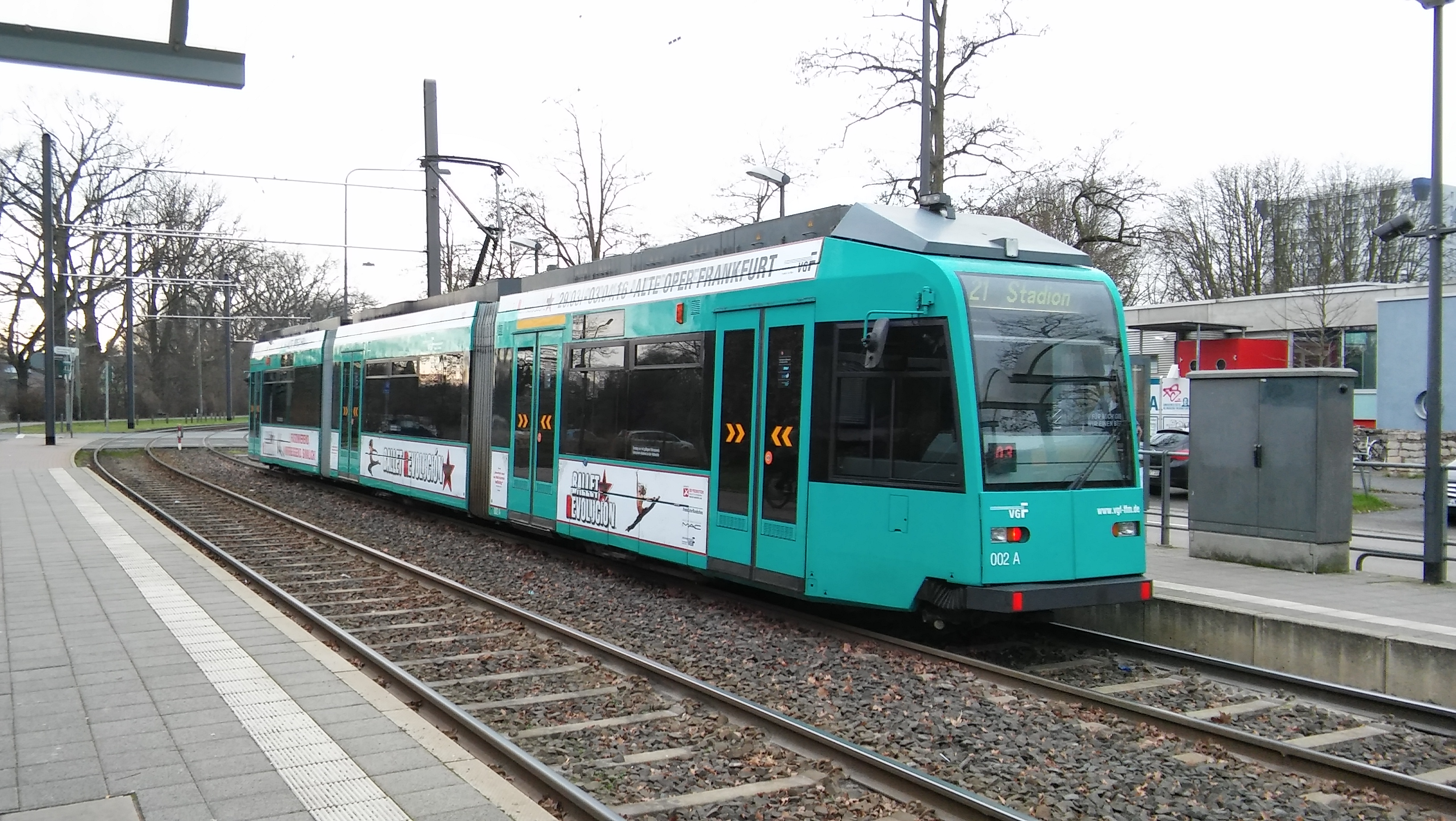
Driedelige lagevloertram in Frankfurt
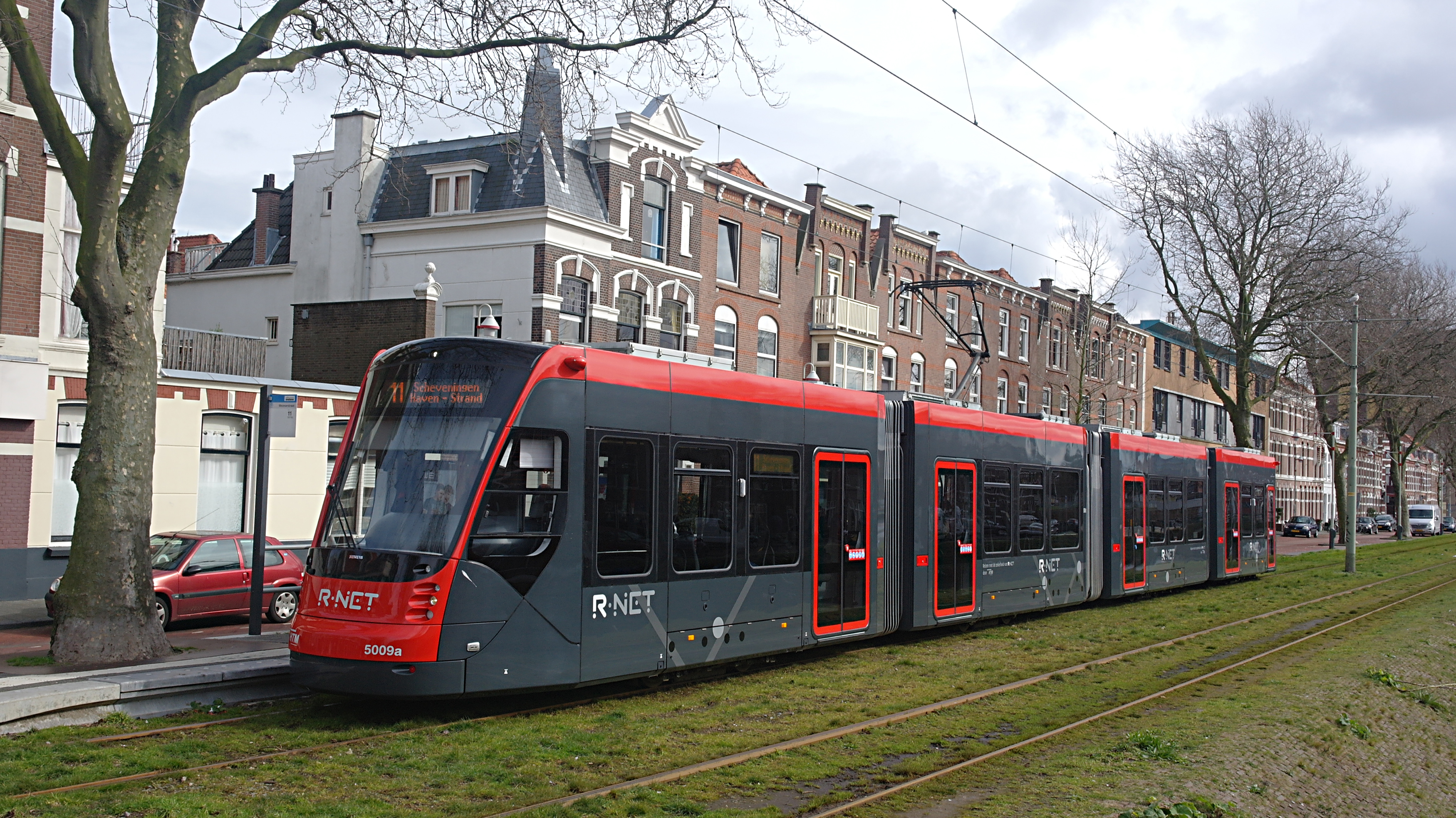
Vierdelige lagevloertram in Den Haag
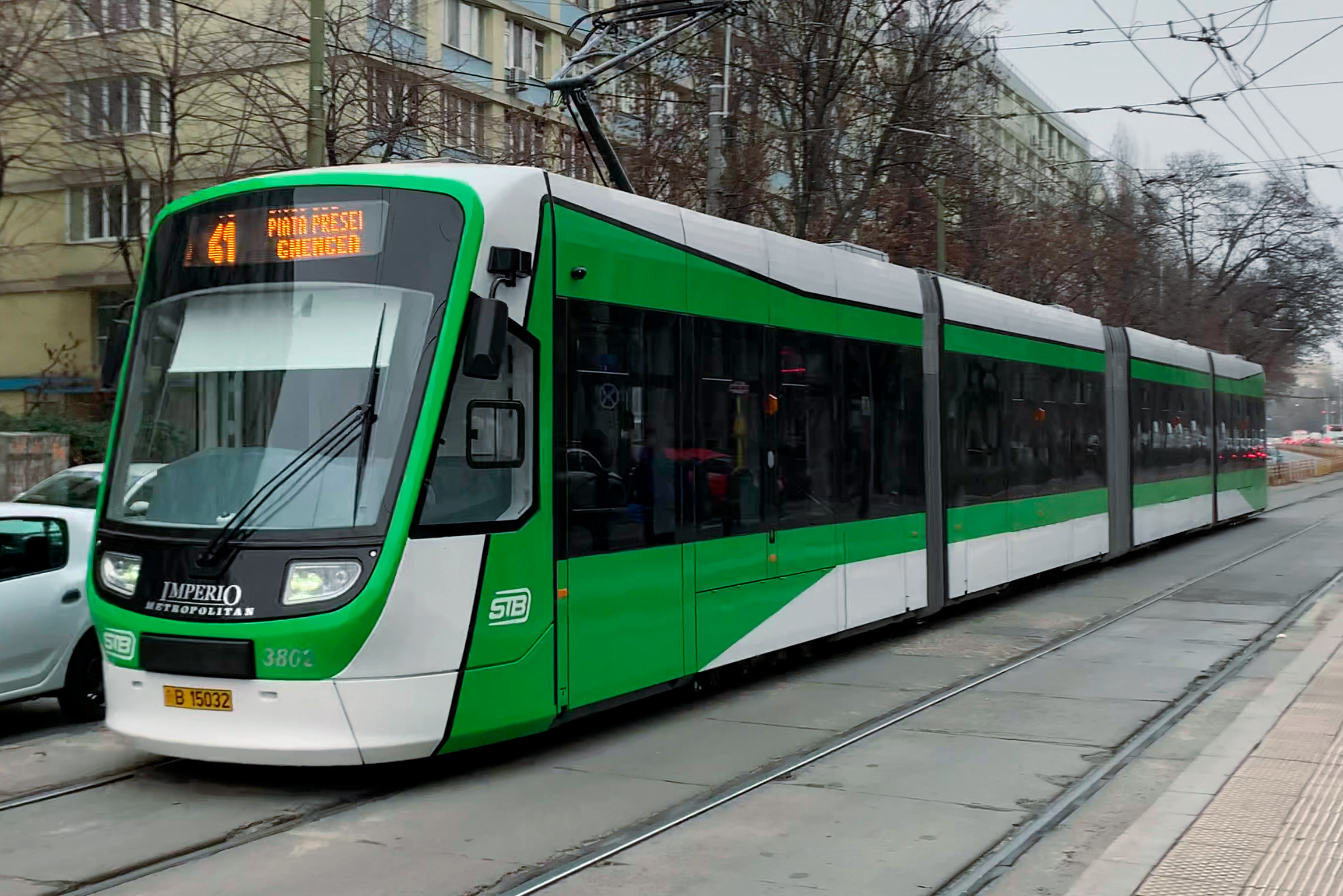
Vierdelige lagevloertram in Boekarest
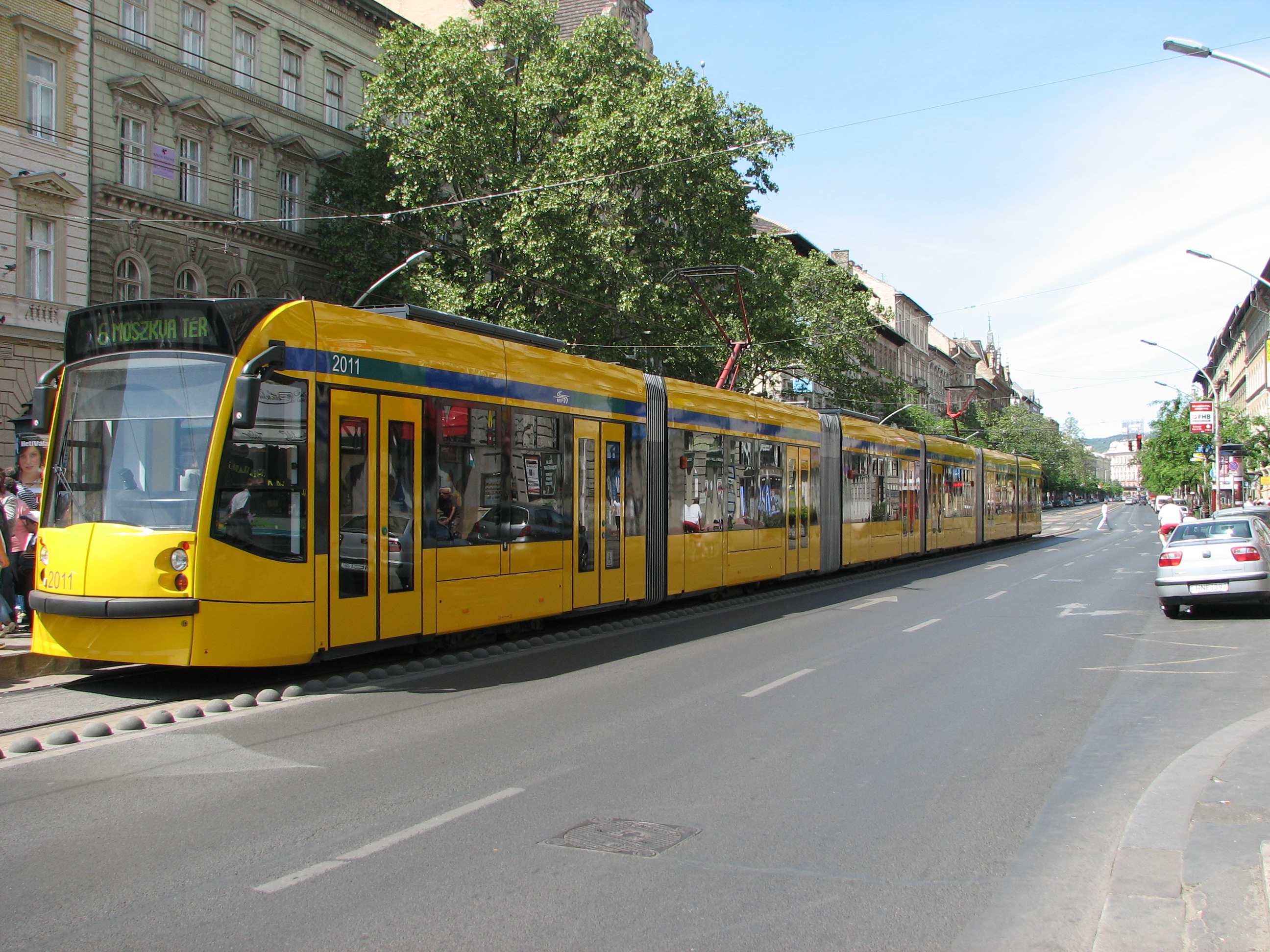
Zesdelige lagevloertram in Boedapest